# Annakirche (Kazimierz Dolny)

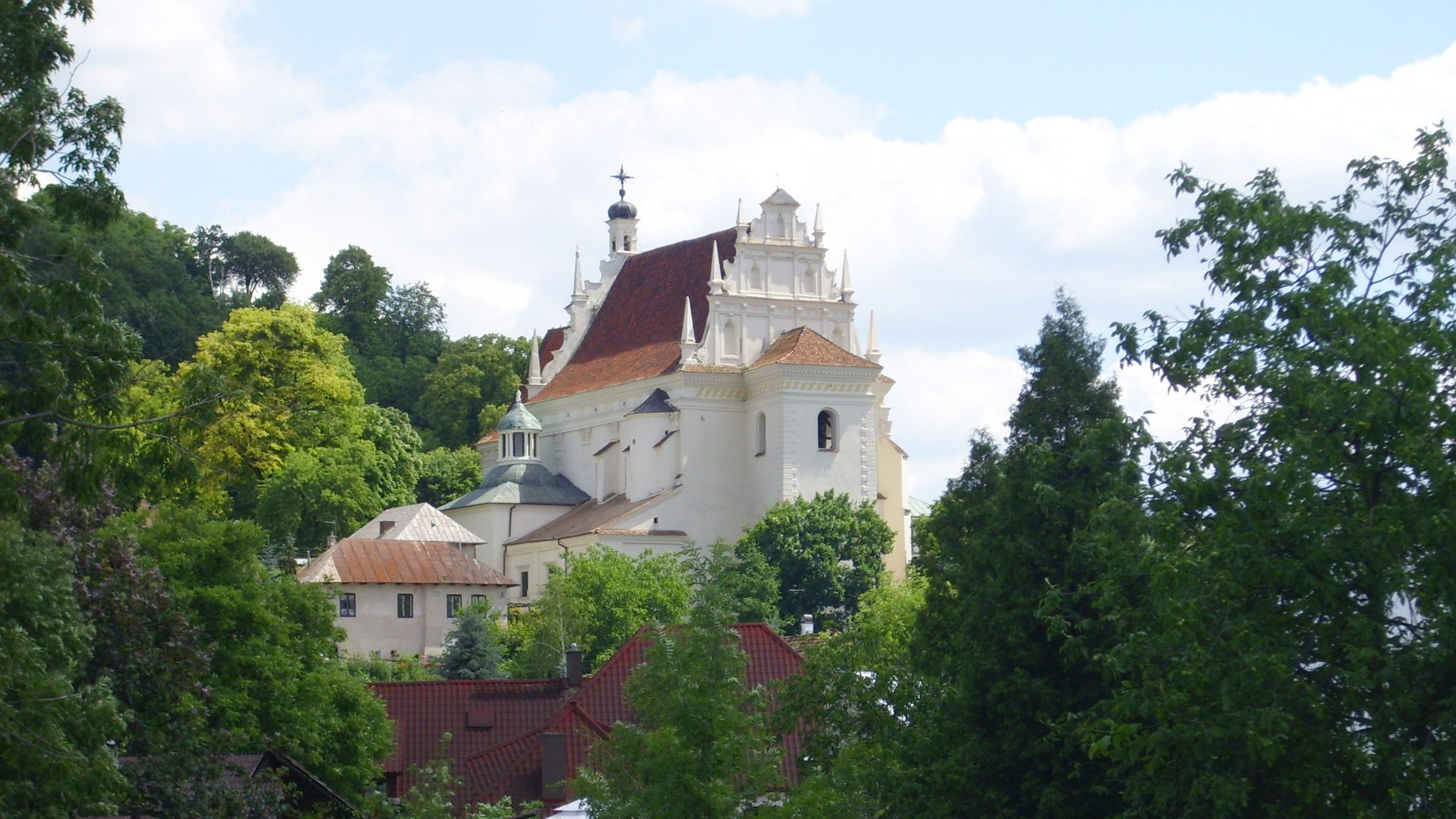
Gesamtansicht

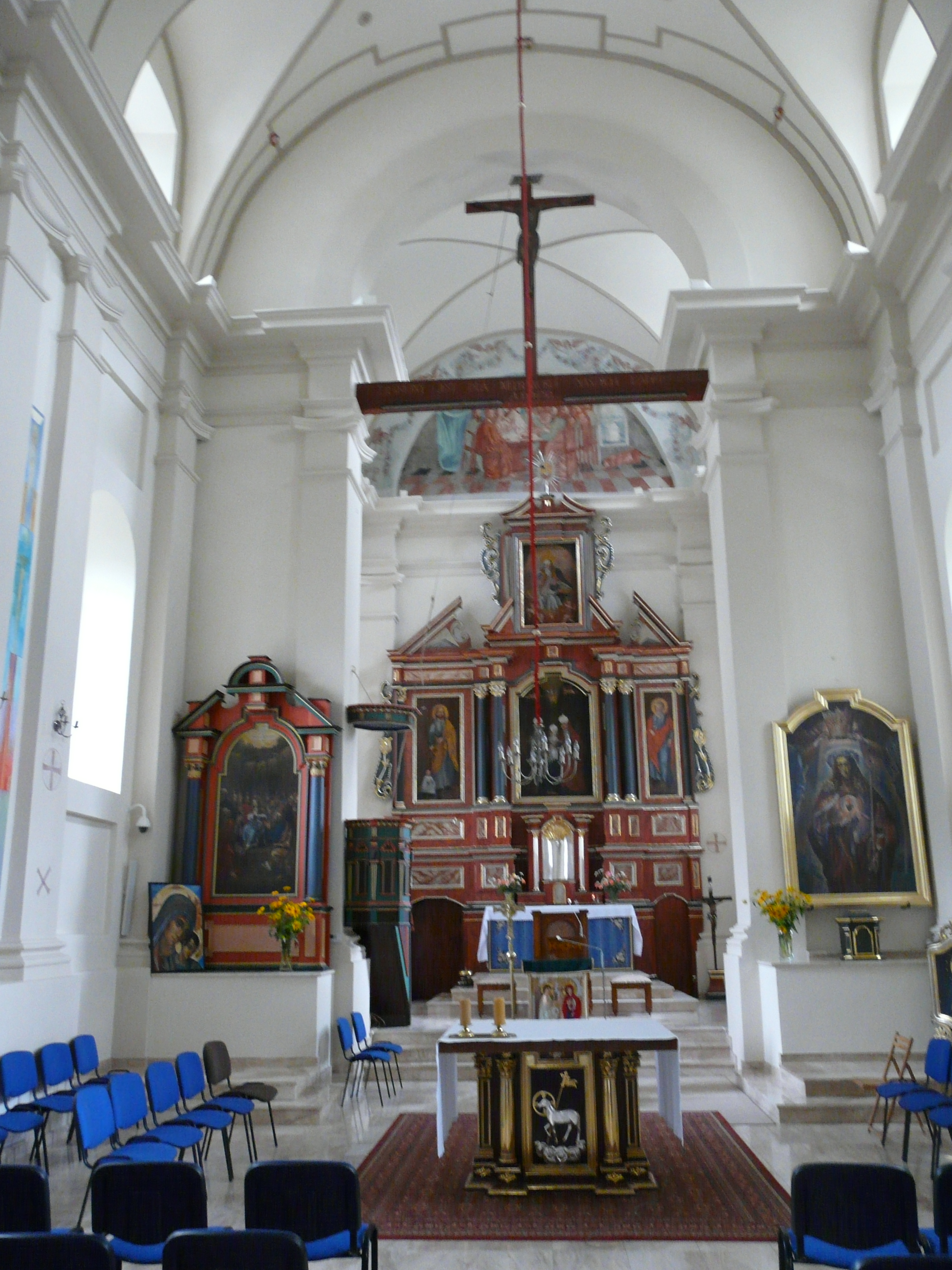
Altarraum

Die Anna-und-Heilig-Geist-Kirche (polnisch Kościół św. Anny i św. Ducha w Kazimierzu Dolnym) in Kazimierz Dolny in der polnischen Woiwodschaft Lublin ist eine römisch-katholische Kirche, die auf einem Hügel unweit des Marktplatzes der Altstadt liegt.

## Geschichte
An der Stelle der Kirche stand ursprünglich eine gotische Kapelle, die dem Heiligen Geist gewidmet war. Vor 1530 wurde neben der Kapelle ein Spital eröffnet. Die heutige Kirche wurde nach dem Vorbild der kurz zuvor erbauten Hauptpfarrkirche errichtet. Mit dem Bau im Stil der Lubliner Renaissance wurde 1649 durch Giovanni Isidor de Flores und Peter Likkiel begonnen. Aufgrund der Schwedischen Sintflut wurde die Kirche erst 1671 fertiggestellt. Die Innenausstattung stammt ebenfalls der zweiten Hälfte des 17. Jahrhunderts. Seither ist die Kirche weitgehend unverändert erhalten und stellt eines der besterhaltenen Beispiele der Lubliner Renaissance dar. Sie ist Filialkirche der Pfarrkirche St. Johannes.